# André Vandewalle

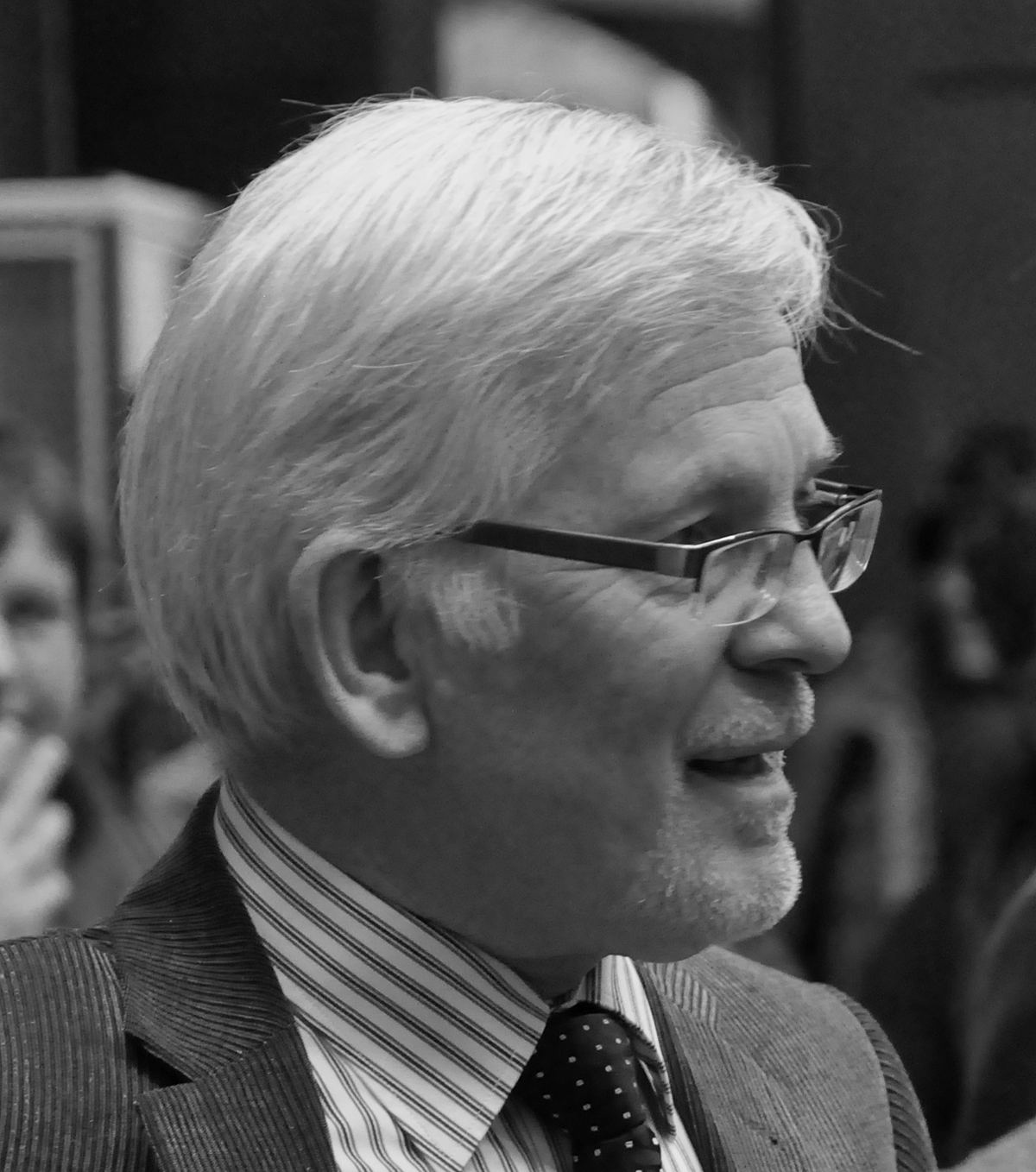
André Vandewalle

André Vandewalle (Rumbeke, 30 april 1946 – Brugge, 14 augustus 2021) was een Belgisch historicus en archivaris.

## Levensloop
André Vandewalle was de zoon van Oscar Vandewalle en Julia Biesbrouck. Hij trouwde in 1972 met Lena Vande Sompele en ze hebben twee zoons. Hij deed zijn middelbare studies, oude humaniora, aan het Sint-Jozefscollege in Izegem en hij vatte universitaire studies aan aan de Katholieke Universiteit Leuven, waar hij in 1969 het licentiaat geschiedenis behaalde met de verhandeling Ogierlande, Kringen en Hagebroek. Heerlijkheden te Gits op het einde van het Ancien Regime. Zijn promotor hierbij was professor Jan Buntinx. Hij werd leraar geschiedenis en aardrijkskunde in het Technisch Instituut Spes Nostra te Heule (1970-74). Hij behaalde zijn doctorstitel in 1983 met een verhandeling over De arbeidersofficiën van Brugge ca. 1440-ca.1670. Een institutionele studie met economische en sociale aspecten.
In 1974 werd hij archivaris en in 1983 hoofdarchivaris van het stadsarchief van Brugge. Onder zijn leiding groeide het Brugse stadsarchief van een eerder gesloten 'eenmanszaak' tot een open huis met vele medewerkers en talrijke activiteiten.
Zijn voornaamste verwezenlijking als archivaris was de ontsluiting van het archief van de stad: het oud archief door de publicatie van een archiefgids, het hedendaags archief door de aanmaak van een handmatig en later gedigitaliseerd overzicht.
Naast de beroepshalve archivering ontstonden onder zijn leiding talrijke initiatieven:
- De uitbouw van een fototheek en beeldbank, ook op het internet bereikbaar.
- De oprichting van een vzw Levend Archief, een groepering van de Vrienden van het Brugse stadsarchief, met talrijke activiteiten (uitstappen, voordrachten, het tijdschrift Archiefleven).
- De oprichting van de werkgroep 'Huizengeschiedenis' die, met vrijwilligers, onder leiding van een archivaris, de grondige studie onderneemt van historische huizen in Brugge en de resultaten ervan publiceert.
- De inschakeling van vrijwilligers voor het elektronisch ontsluiten van archiefbestanden.
- Meer algemeen, het uitbreiden van de elektronische beschikbaarheid en bereikbaarheid van archivalische gegevens (burgerlijke stad, bevolking, kadastergegevens enz.).
- Het organiseren van tentoonstellingen verbonden aan het archief.
- Het organiseren van congressen, meer bepaald over de Portugees-Vlaamse betrekkingen in de middeleeuwen en over de relaties van Brugge met de Hanzesteden. In 2004 organiseerde hij in Brugge het 26ste Internationaal Congres voor Genealogische en Heraldische Wetenschappen.

Ter gelegenheid van zijn pensioen in 2008 werden een aantal van zijn artikels in een huldealbum verzameld onder de titel Een privilege voor iedereen.
Andere activiteiten:
- Van 2005 tot 2014 voorzitter van de Vlaamse Heraldische Raad.
- Bestuurslid van het Genootschap voor Geschiedenis te Brugge sinds 1979, penningmeester van 1979 tot 1986, redactiesecretaris van 1986 tot 1995. Hij is tot voorzitter van het Genootschap verkozen op 14 december 2009.
- Lid van de redactieraad van het geschiedkundig tijdschrift 'Brugs Ommeland' tot 2007.
- Van 1983 tot 1995 van de Vlaamse Vereniging voor Bibliotheek, Archief & Documentatie .
- Van 1986 tot 2003 voorzitter van de werkgroep Gemeentearchief.
- Van 2001 tot 2008 was hij voorzitter van het WAP (West-Vlaams Archievenplatform).

Vandewalle overleed op 75-jarige leeftijd.

## Publicaties
- Beknopte inventaris van het stadsarchief van Brugge. Deel I: Oud Archief (1979)
- Romaan Gezelle en zijn vuurwerkbedrijf (1980)
- Onbekend werk van Jan Garemijn in het confrerieboek van de H. Dorothea (1980)
- De ‘stedegarsoenen’, boden in dienst van de magistraat, te Brugge in de Nieuwe Tijd (1981)
- Pierre Bogaerts (NBW)
- Pierre Bossaert (NBW)
- Louis Gilliodts – van Severen (NBW) (1981)
- De stokhouders te Brugge. Het geval Adriaenssens (1678-1694) (1982)
- Brugse ambachten in documenten. De schoenmakers, timmerlieden en schrijnwerkers (1985)
- De Brugse schoenmakers en timmerlieden. De ambachten en hun huizen (1985)
- Hafen und Hafenarbeit im spätmittelalterichen Brügge (1990)
- De centrale begraafplaats te Assebroek Brugge. Beknopte gids (in samenwerking met andere auteurs, 1993)
- Brugge. De geschiedenis van een Europese stad (met Marc Ryckaert, 1999)
- Hanzekooplui en Medicibankiers. Brugge, wisselmarkt van Europese culturen (2002)
- Hanze@Medici. Brugge, wisselmarkt van Europese culturen (2002)
- Te Wapen! Heraldiek, teken van gezag en identiteit (2004)
- Genealogica & Heraldica (2006)
- (dir.) Kleur-rijke ambachten (2006)
- (dir.) De Brugse markten (2008)
- Een privilege voor iedereen (2008)